# Strabag Building and Industrial Services
Die STRABAG Building and Industrial Services GmbH (Abk.: STRABAG BIS, ehemals DIW Instandhaltung GmbH, Akronym für: Deutsche Industrie Wartung) wurde zum 6. September 2023 auf ihre Muttergesellschaft STRABAG Property and Facility Services GmbH (STRABAG PFS) verschmolzen und existiert nicht mehr.

## Geschichte

Logo der ehemaligen DIW

1962 wurde die Kesselreinigungsgesellschaft Reichenberger & Co in München gegründet. Später wurde sie in Deutsche Industriewartung GmbH, Reichenberger & Co umbenannt. Am 10. Juli 1978 wurde die Marke „DIW“ beim Deutschen Patent- und Markenamt angemeldet. Die Anmeldung betraf die Wort- und Bildmarke. Als Bildmarke wurde damals noch eine Doppelraute mit der Inschrift „DIW“ verwendet. Die Umfirmierung in Deutsche Industriewartung GmbH & Co.KG erfolgte 1985.
Die Gesellschafter verkauften das Unternehmen 1986 an Salamander und Voith. Die DIW expandierte 1987 nach Österreich und gründete die DIW Österreich. Die DIW erwarb 1997 von Deutz die Firma Indumont GmbH. In Österreich kaufte sie die Fach GmbH. Die EnBW wurde 1998 dritter Gesellschafter bei der DIW. Die DIW Deutsche Industriewartung AG wurde gegründet.
Das Unternehmen legte 2000 ihre Tochtergesellschaften in Österreich (Fach GmbH und DIW Deutsche Industriewartung GmbH) in der DIW Instandhaltung GmbH, Wien, zusammen. Voith stockte im selben Jahr seine Anteile bei der DIW auf und übernahm die unternehmerische Führung. Ebenfalls im Jahr 2000 stieg die DIW mit 25,2 % bei der Hörmann Industrietechnik GmbH ein. DIW expandierte 2001 nach Osteuropa. 2002 wurde die IMM-Alliance (Industrial Maintenance Management) gegründet. Die DIW bekam 2005 eine Schwester: Voith kaufte von der Dürr AG die Premier Group. DIW erwarb 2006 die Mehrheit an der Hörmann Industrietechnik GmbH. 2009 veräußerte EnBW ihre Anteile der DIW an Voith. Somit war DIW eine 100%ige Tochter der Voith AG.
2010 wurde die Division „Industries“ bei Voith Industrial Services gegründet: Unter der Marke DIW bietet das Unternehmen branchenunabhängig prozessorientierte Industriedienstleistungen. Es erfolgten die Einbindung der DIW Mechanical Engineering, dem Spezialisten für Produktionsinstandhaltung sowie die Gründung der DIW Aircraft Services, die Leistungen für den Flugzeugbau anbietet.
2012 Ausbau der Geschäftsaktivitäten im Bereich Energie-Effizienz.
2014 Der börsennotierte Strabag-Konzern erwarb für seinen Bereich Property and Facility Services (STRABAG PFS) die DIW Instandhaltung Ltd. & Co. KG.
Im Dezember 2021 wurde der Name DIW aufgegeben und das Unternehmen wurde umfirmiert in STRABAG Building and Industrial Services GmbH. Gleichzeitig wurden auch die dazugehörenden Gesellschaften umfirmiert.
Zuletzt hatte die STRABAG Building and Industrial Services GmbH ihren Sitz in Stuttgart und gehörte innerhalb des Strabag-Konzerns zur STRABAG Property and Facility Services-Unternehmensgruppe. Zum 6. September 2023 wurde sie auf ihre Muttergesellschaft STRABAG Property and Facility Services GmbH verschmolzen.

## Standorte
Die Strabag BIS hatte deutschlandweit 40 Standorte, davon die 12 Hauptstandorte in Hamburg, Dortmund, Düsseldorf, Nordhausen, Dresden, Frankfurt, Mannheim, Nürnberg, Stuttgart, Heidenheim, Ulm und München.